# Sunset Boulevard (mjuzikl)
Sunset Boulevard, mjuzikl je Andrewa Lloyda Webbera za kog su tekst napisali Don Black i Christopher Hampton. Ideju za mjuzikl Webber je dobio od istoimenog filma iz 1950., redatelja Billya Wildera s Gloriom Swanson u glavnoj ulozi. 
Mjuzikl je imao praizvedbu u Adelphi Theatru u Londonu, 25. kolovoza 1993., s Patti LuPone i Danielom Benzaliem u glavnim ulogama, u režiji Trevora Nunna.
Mjuzikl govori o izblijediloj zvijezdi nijemih filmova, Normi Desmond, koja živi u sjećanjima, u svojoj kući na Sunset Boulevard u Hollywoodu, i sanja o velikom povratku na filmska platna. 
Mjuzikl je izveden na Broadwayu 17. studenog 1994. u Minskoff Theateru s Glenn Close i Alanom Campbellom u glavnim ulogama. Prikazan je 977 puta i nagrađen je s nekoliko Tony Award nagrada, između ostalih i za najbolji mjuzikl 1995.